# Узбуњивач
Узбуњивач, звиждач или дувач у пиштаљку (енгл. whistleblower) израз је за храброг појединца који из високо моралних разлога одлучује да, уз ризик по сопствену каријеру, јавно проговори o незаконитим или неетичким делима надређених му појединаца. Индивидуалац је запослен у некој институцији и који одаје одређену нелегалну активност те организације обично трећој страни која се налази ван те организације и која може да предузме мере против те активности.
Постоје три врсте узбуњивања: спољашње (одговорним државним органима), унутрашње (надређенима у оквиру организације) и узбуњивање путем медија. Постоје две врсте доказа узбуњивача: докази који узбуњивачи поседују и докази на које указују, а орган којем се обраћа тек мора да прикупи.
Узбуњивач може да трпи одређене последице у оквиру одмазде које може предузети вођство те организације против њега. Одмазда може се састојати од физичког насртаја, претње, вербалних напада, регресија на нижи положај у организацији, смањење плате и слично. Може да утиче негативно на будућа узбуњивања и ствара физичке и емоционалне последице по узбуњивача.
Појам је постао нарочито популаран у другој половини 20. века. Најчешће је био употребљаван на Западу, пре свега САД, али је постао распрострањен у целом свету почетком 21. века, нарочито после афере са Едвардом Сноуденом и Челси Менинг.

## Терминологија
У енглеском језику се користи термин whistle-blower (дословно звиждач; дувач пиштаљке) који се употребљава да би се означила особа која обавештава неморалну или нелегалну радњу друге особе или организације. Сматра се да је овај термин први пут употребио амерички грађански активиста Ралф Нејдер у својој књизи Whistlebowing из 1972. године. Међутим, постоје бројни ранији примери употребе у сличном контексту, на пример за означавање особа које су информисале јавност о масакру америчких трупа у Ми Лају над вијетнамским цивилима, или за означавање инсајдера у америчкој Мафији, што је термин који је користила полиција.
У српском језику у говору се употребљавају четири термина: узбуњивач, звиждач, дувач у пиштаљку и инсајдер.

## Дефиниција
Постоји више дефиниција узбуњивача и узбуњивања. Иако неке дефиниције садрже исте елементе, многе од њих се разликују пре свега по опширности Према Ралфу Нејдеру узбуњивање је „чин мушкарца или жене, који верујућу да јавни интерес надјачава интерес организације којој служи, дува у пиштаљку да укаже на корумпирану, нелегалну, преварљиву или штетну активност те организације.“
Узбуњивач се у „Закону о заштити узбуњивача“ дефинише као „откривање информације о кршењу прописа, кршењу људских права, вршењу јавног овлашћења противно сврси због које је поверено, опасност и по живот, јавно здравље, безбедност, животну средину, као и ради спречавања штете великих размера.“ Док се узбуњивање дефинише као „откривање информације о кршењу прописа, кршењу људских права, вршењу јавног овлашћења противно сврси због које је поверено, опасности по живот, јавно здравље, безбедност, животну средину, као и ради спречавања штете великих размера.“
У књизи „Whistleblowing: In Defense of Proper Action“ се даје дефиниција по којој се узбуњивање „дешава када запослен или бивши запослен пренесе неку информацију некоме на позицији са које може да дела према проблему, и чини то ван организације.“ Ова дефиниција је карактеристична због тога што не покрива мотиве узбуњивача и не користи термине попут штетно, корумпирано, лоше и слично. На тај начин се не говори о мотивима или активностима организације као „добрим или лошим.“
Једна од најопширнијих дефиниција је дефиниција коју је дао Питер Џаб (Peter Jubb), прегледавши пре тога бројне дефиниције узбуњивача. Он сматра да је ово било неопходно, јер је постојао ризик да узбуњивање постане синоним за информисање. По Џабу је узбуњивање ужи појам од информисања и представља специјалан случај корисног информисања. Његова дефиниција гласи:
Узбуњивање је намеран необавезан чин откривања информација у јавности, од стране особе која је имала или има привилегован приступ подацима или информацијама организације, о нетривијалним незаконитостима или других преступа, било стварних, сумњивих или предвиђаних која имплицирају и под контролом су те организације, неком екстерном ентитету који има потенцијал да исправи тај преступ.
Дефиниција се сматра добром зато што има 6 елемената (активност, исход, субјекат, актер, прималац и објекат) и што се мењањем тих елемената може прилагодити разним ситуацијама. Такође дефиниција исто не садржи ни мотивацију као елемент, јер Џаб сматра да је то спорно питање око којег се аутори не слажу.
Узимајући у обзир све наведене дефиниције, може се закључити о општим карактеристикама узбуњивања. То је:
- Индивидуални чин с циљем изношења информација;
- Информација мора да буде о могућем или реалном нетривијалном преступу;
- Информације се саопштавају обично странкама које су ван организације и које то износе у јавност или субјекту који се налази на позицији са које може да реагује;
- Индивидуалац који износи те информације мора бити члан те организације;

## Случајеви кроз историју
Иако се појам узбуњивача јавио тек 20. веку, кроз историју су постојали људи који се на основу својих дела данас могу сврстати у категорију узбуњивача. Ово представља кратак преглед историје.
Први забележено узбуњивање се десило 1777. године током Америчке револуције када су два официра Америчке морнарице узбунили о мучењу британских војника од стране Америчке морнарице. На основу овог случаја амерички конгрес је донео први закон којим би се штитили узбуњивачи.
Едмунд Дин Морел је одиграо велику улогу 1890-их година у разоткривању експлоататорске и деструктивне политике Белгије према Конгу, тако што је радећи у британској поморској компанији која је била ангажована од стране Слободне Државе Конго, увидео да бродови из Белгије у Конго долазе готово празни са кавезима и оковима, а враћају се пуни са разним добрима, па и робовима. Своја запажања је износио у новинама.
Таскигијски експеримент са сифилисом, коју је спроводила влада САД над црним становништвом у периоду од 1932. до 1972. године, је открио Питер Бакстен, радник у Јавној здравственој служби. Државну злоупотребу психијатрије над совјетским дисидентима је 1971. године открио Западу психијатар Владимир Буковски, тако што је прокријумчарио 150 страница фотокопије форензичких налаза. Годину дана касније је узбуњивач у ФБИ-у познат као Дубоко грло открио злоупотребу службе од стране администрације Ричарда Никсона и на тај начин је покренуо Вотергејт скандал.
Пре пет година је војнообавештајни аналитичар Челси Менинг (пре промене пола знана као Бредли) проследила на хиљаде војних и дипломатских докумената Викиликсу, који су открили бројна кршења права од стране америчке војске у Ираку и Авганистану и изазвали дипломатски скандал. Менинг је осуђена на 35 година због шпијунаже.

### Случај Едварда Сноудена и „Сноуденов ефекат“
Случај Едварда Сноудена је био прекретница у историји узбуњивања и узбуњивача, зато што је изазвао огромни међународни публицитет, скандал и покренуо је „велику дебату о масовном надзору, тајновитости влада и равнотежи између националне безбедности и приватних информација.“
Све је почело тако што је прво у Гардијану 6. јуна 2013. године, објављен чланак у коме се наводи да Државна безбедносна агенција прикупља податке милиона америчких грађана преко једне од водећих компанија за телекомуникације уз помоћ тајног судског налога који влади даје неограничена овлашћења за вршење надзора. Сутрадан је објављен нови чланак у којем се наводи да се НСА такође укључила у системе Гугла и Фејсбука, а да јој надзор омогућава ПРИЗМА. Два дана касније, откривено је да је извор тих информација Едвард Сноуден, амерички радник Централне обавештајне агенције који је радио као консултант за НСА.
Не зна се тачан број података које је Сноуден открио. Та бројка се креће од 50,000,
па до 1,5 милиона докумената НСА-е. Сам Сноуден је изјавио у интервјуу за Гардијан, да је све документе сам прегледао како би раздвојио оне који су у јавном интересу од оних који нису, и истиче да је било доста докумената које није објавио, а које би имале велики одјек и покренули још неке дебате.
Наредних месеци, Сноуденови документи су открили бројне програме глобалног надзора, које су водиле НСА и Five Eyes земље, уз сарадњу бројних телекомуникационих компанија и европских влада. Сам Сноуден је оптужен за шпијунажу, али је још пре објављивања докумената отпутовао у Хонгконг, а касније се пребацио у Русију и затражио азил.
Случај Едварда Сноудена је довео до јављања такозваног Сноуденовог ефекта (The Snowden Effect). Сноуденов ефекат се може дефинисати као „директно и индиректно повећање јавне информисаности, као последица догађаја и извештаја која су уследила након објављивања тајних докумената Едварда Сноудена о надзору које су спроводиле САД.“ Наиме, изношење тајних података у јавности је покренуло низ догађаја: владе земаља су почеле да износе информације у јавност о стварима које су пре тога сматрале тајним, новинари који нису били у контакту са Сноуденом почели су да истражују и да расветљавају позадину догађаја, покренуте су разне дебате о стварима које се сматрају за тајном и слично. Резултат свега тога је већа информисаност о државном надзору, него што је то био случај, пре објављивања.
На пример, сазнало се да САД тесно сарађује са бројним технолошким компанијама и да та је та сарадња „много дубља него што многи људи схватају и да сеже још у првим годинама настанка Силиконске долине.“ Даље је изнесена је чињеница да пошта САД фотографише готово сваку пошиљку која прође кроз њен систем, што је око 160 милијарде фотографија годишње. Ове и многе друге приче су довеле до јављања великог притиска на државне органе САД (поготово НСА) да постану транспарентнији.
Поред тога што се јавио у САД, Сноуденов ефекат је постао међународни феномен. Па тако је председник Француске, Франсоа Оланд признао да Француска такође има свој сопствени велики тајни програм прикупљања информација, који обухвата надзор над скоро свим преносима података, укључујући и телефонске позиве, и-мејлове, као и праћење активности на друштвеним мрежама. Слична признања су дошла и од Канаде и Бразила.

## Процес и класификација узбуњивања
Многи аутори углавном разликују само две врсте узбуњивања: интерно и екстерно узбуњивање. Закон о заштити узбуњивача републике Србије додаје и трећу врсту: узбуњивање јавности, а у засебним члановима се касније се одређују поступци. Према томе можемо разликовати три врсте узбуњивања:
- Унутрашње узбуњивање – када се информација доставља послодавцу. Оно започиње достављањем информације у вези са узбуњивањем, по којој је послодавац дужан да поступи без одлагања, а најкасније у року од 15 дана од дана пријема информације, као и да обавести узбуњивача о исходу поступка у року од 15 дана од дана окончања поступка. Такође, послодавац је дужан да пружи обавештења узбуњивачу, на његов захтев, о току и радњама предузетим у поступку, као и да омогући узбуњивачу да изврши увид у списе предмета и да присуствује радњама у поступку, у складу са законом.[20]
- Спољашње узбуњивање – када се информација доставља овлашћеном органу. започиње достављањем информације у вези са узбуњивањем овлашћеном органу, покојој је информацији овлашћени орган дужан да поступи у року од 15 дана од дана пријема информације. Ако се узбуњивање односи на радно ангажоване у овлашћеном органу, узбуњивач ће се обратити руководиоцу тог органа, а ако се узбуњивање односи на руководиоца овлашћеног органа, узбуњивач ће се обратити руководиоцу непосредно надређеног органа. Предвиђен је и начин поступања ненадлежно органа у вези са достављеном информацијом. Орган коме је уступљена информација везан је мерама заштите које је узбуњивачу обезбедио орган који му је обавештење уступио, а такође је прописан и начин поступања овлашћеног органа у ситуацији када узбуњивач није дао да се његов идентитет открије, као и обавезе овлашћеног органа опружању обавештења узбуњивачу о току и радњама предузетим у поступку, односна обавеза омогућавања увида у списе предмета и обавештавања узбуњивача о исходу поступка.[21]
- Узбуњивање јавности – када се информације достављају средствима јавног информисања, интернета, јавним скуповима и сл. Узбуњивач може да узбуни јавност без претходног обавештавања послодавца или овлашћеног органа у случају непосредне опасности по живот, јавно здравље, безбедност, животну средину, од настанка штете великих размера, односно ако постоји непосредна опасност од уништења доказа. Том приликом, узбуњивач је дужан да поштује претпоставку невиности окривљеног, право на заштиту података о личности, као и да не угрожава вођење судског поступка.[22]

## Докази
Успех узбуњивања зависи од релевантних доказа, који могу бити у облику докумената, видео или аудио снимка, фотографија итд. Ти докази се могу поднети уз пријаву, накнадно или се добијају у току истраге. Због тога можемо разликовати две категорије релевантних доказа:
1. категорију чине докази које узбуњивачи поседују и коју достављају уз пријаву или накнадно и тиме знатно олакшавају истрагу.
2. категорију чине докази које узбуњивач не поседује, већ он износи сумњу или указује на одређене доказе, а сам надлежни орган их треба у току истраге сакупити. Сама истрага може да потраје дуго, што отвара могућност да се докази промене или да нестану.[23]

Технике које се користе за прикупљање доказа се разликују од случаја до случаја. По Нинићу требало би да се користе легалне технике за прикупљање доказа. Узбуњивач то чини тако што прави копију одређеног документа, снимка или тако што ће начинити фотографију. Узбуњивача различити правни акти обавезују да чува пословну тајну до којих је дошао током обављања службене дужности, а често се управо иза најчуванијих тајни крију докази о корупцији или некој илегалној активности.
Чест је случај да се узбуњивачи прво обрате медијима, а не надлежним институцијама. На тај начин они себе доводе у позицију да се над њима изврши одмазда. Ако узбуњивач не поседује чврсте доказе, а обрати се медијима како би натерао институције да реагују на ствари на које указује, често може да угрози потенцијалну истрагу институција или да заради тужбу за клевету од стране организације. Нинић истиче да је најбоља пракса да се узбуњивач обрати медијима једино када није добио адекватну реакцију институција или из хитности тј. када су угрожени живот, здравље или безбедност људи и животне средине, а бирократска процедура је дуга.

## Последице узбуњивања
Прва последица узбуњивања јесте могућност јављања одмазде. Према Члану 2 Правилника о заштити лица које пријави сумњу на корупцију, одмазда се дефинише као „свако чињење или нечињење према узбуњивачу које доводи до следећих штетних последица: психичког или физичког узнемиравања или злостављања, покретања дисциплинског поступка, премештаја на ниже радно место и задржавање у напредовању; доношења решења о престанку радног односа или отказа уговора о раду; предузимања или изрицања мере која неповољно утиче на радно правни статус и радне услове; озбиљне и стварне претње да ће бити предузета било која од наведених мера.“
Иако су у принципу узбуњивачи заштићени од послодавца, врло је чест случај одмазде над њима. Па тако на пример у САД 2011. години, иако је забележен раст узбуњивања од 11%, раст одмазде се повећао за око 83%, што може имати негативан ефекат на будућа узбуњивања. Такође је повећана и појава физичког насиља, па је тако 2009. само 4% узбуњивача искусило неки облик физичког насиља, док се 2011. тај број повећао на 31% и престигао ненасилне облике одмазде.
Студија је показала да су они људи, који су искусили одмазду, мање ангажовани, већа је вероватноћа да дају отказ у року од годину дана и већа је вероватноћа да ће своје проблеме пренети ван компаније, медијима или регулаторним органима. Такође одмазда нарушава поверење запослених у вођство компаније и обесхрабрује друге запослене да пријављују нелегалности.
Узбуњивање може бити и извор психичких проблема. Тако на пример занимљиво је истраживање у којој су биле укључене медицинске сестре из Западне Аустралије. Истраживање је показало да су оне особе које су узбуниле и оне које су имали прилику да то учине, а нису, касније патиле од истих стресом-индукованих физичких и емоционалних проблема. Физички проблеми који су се јавили укључивали су несаницу, умор, главобољу, инсоманију и повећано пушење, док су емоционални проблеми укључивали стално присуство беса, анксиозности и разочараности. Резултат истраживања показује да само постојање узбуњивачке ситуације доводи до јављања стреса, без обзира да ли ће особа узбуњивати или не.

## Узбуњивање по земљама

### Србија
Законом о Агенцији за борби против корупције, директорка Агенције је у јулу 2011. донела Правилник о заштити лица које пријави сумњу на корупцију (о узбуњивачима), први такав пропис у Србији. Скупштина Србије је усвојила Закон о заштити узбуњивача 25. новембра 2014. године.
До 8. октобра 2013. године од Агенције за борбу против корупције статус узбуњивача је затражило 107 особа, а укупно су тај статус добиле 53 особе. Више од трећине укупног броја заштићених узбуњивача чине запослени у специјалној болници у Сокобањи.
Према подацима које је Агенција доставила, од 107 особа које су тражиле заштиту, 31 је тражила заштиту анонимности, 72 нису тражиле заштиту анонимности, а четири у захтеву нису заокружиле да ли траже ту врсту заштите. (Правилник није довољно јасан у томе како се обезбеђује заштита анонимности, нарочито због тога што Агенција треба да обавести руководиоца органа у којем је узбуњивач запослен о његовом идентитету.)
Агенција је једној особи одузела статус узбуњивача „јер није пријавила корупцију у доброј вери“. Иако је законом прописано да државни службеник мора да поднесе пријаву „у доброј намери“ (термин који не познају савремени закони у Европи и САД), у правилнику је то измењено у „добру веру“ и објашњено да то значи да узбуњивач „има оправданог разлога да верује да су информације које разоткрива истините, чак и ако се касније установи супротно и ако нема намеру да оствари неки незаконит или неетички циљ“.